# Kyselina 2,3-dihydroxyskořicová
Kyselina 2,3-dihydroxyskořicová je aromatická karboxylová kyselina, jeden z izomerů kyseliny kávové.
Tato látka je metabolitem nacházejícím se mimo jiné v lidské moči.